# Milena (Sicília)

Ubicació de Milena dins de la província

Milena (sicilià Milocca) és un municipi italià, dins de la província de Caltanissetta. L'any 2007 tenia 3.325 habitants. Limita amb els municipis de Bompensiere, Campofranco, Grotte (AG), Racalmuto (AG) i Sutera. Va rebre aquest nom en honor de Milena de Montenegro, mare de l'esposa del rei Víctor Manuel III d'Itàlia.

## Administració
| Període   | Identitat           | Partit        |
| --------- | ------------------- | ------------- |
| 1968-1975 | Giuseppe Luparelli  | PSI           |
| 1975-1980 | Federico Schillaci  | PSI           |
| 1980-1990 | Salvatore Luparelli | PSI           |
| 1990-1992 | Carmelo Mantione    | Llista cívica |
| 1992-1993 | Carmelo Cordaro     | Llista cívica |
| 1993-1994 | Salvatore Mantione  | Llista cívica |
| 1994-1998 | Antonio Ingrao      | Llista cívica |
| 1998-2008 | Giovanni Randazzo   | Llista cívica |
| 2008-     | Giuseppe Vitellaro  | Llista cívica |